# Cuchilla del Daymán
La Cuchilla del Daymán es una cadena de colinas en Uruguay estribación de la Cuchilla de Haedo.
Se encuentra en el área del Departamento de Salto en el noroeste del país. La Cuchilla del Daymán se extiende como pequeñas colinas desde la desembocadura del río Arapey en el río Uruguay en dirección suroriental hasta el nacimiento del Arroyo Laureles Grande. Sirve así como divisor de aguas de las cuencas de los ríos Arapey y Daymán.